# 沈好放
沈好放（1953年9月9日—），男，中国电视剧制作中心国家一级导演，执导了多部热播剧，如《贫嘴张大民的幸福生活》、《任长霞》。

## 生平
沈好放1953年9月9日生于北京，父亲是导演沈剡，母亲是日本人。由于高度远视，差点被送进盲童学校。文革期间“上山下乡”的潮流让他到了内蒙古建设兵团，文革后成为当时中央戏剧学院的院长金山的助理有六年时间。 1984年进入东京写真专门学校攻读电视艺术专业，在校期间还曾为佐藤纯弥导演的《敦煌》担任副导演。1987年毕业后回国拍摄了第一部电视连续剧，由陈道明主演的《樱花梦》。
进入1990年代，沈好放导演的电视作品不断，包括《三国演义》当中的十五集。1998年的《贫嘴张大民的幸福生活》因为贴近生活，大受好评，在北方地区收视率尤其高。2005年导演的《任长霞》在AGB尼尔森公布2005年收视率五十强中，取得了中国当年年度全国收视率第六名的好成绩，沈好放也获得飞天奖优秀导演的肯定。